# Luciano Malaspina
Luciano Malaspina (* 23. April 1922 in Rom; † 1979 ebenda) war ein italienischer Dokumentarfilmer und Journalist.

## Leben
Malaspina drehte als Dokumentarfilmer zahlreiche kurze Filme wie Restituitemi il nome, Napoli amara, Roma sparita oder Piccolo mondo di Charlie Brown. Er arbeitete am Drehbuch zum Spielfilm I misteri di Roma mit und war als Regisseur an drei Dokumentationen beteiligt, die auch Kinoeinsätze erhielten, darunter Rivoluzione a Cuba aus dem Jahr 1965. Hauptsächlich war Malaspina als Journalist tätig.

## Filmografie (Auswahl)
- 1965: Rivoluzione a Cuba (Dokumentarfilm)